# Soul Sister Dance Revolution
Soul Sister Dance Revolution (kurz „SSDR“) ist eine niederländische Band, die 2009 in Den Haag gegründet wurde. Ihr Stil wird dem Indie-Rock und dem Alternative Rock zugeordnet, wobei auch Elemente von Pop mit einbezogen werden.

## Geschichte
Am 4. April 2013 wurde ihr erstes Album „Playground Kids“, das sie in einem regionalen Supermarkt in Den Haag vorgestellt und verkauft haben, veröffentlicht. Es gibt vier Singleauskopplungen des Albums, von denen aber nur zwei außerhalb der Niederlande verfügbar sind. Die Gruppe trat bei vielen Veranstaltungen in den Niederlanden auf, wie z. B. bei Westerpop und dem Life I Live Festival. Mittlerweile sind Soul Sister Dance Revolution Stammgäste beim niederländischen Radiosender 3FM. Im Oktober 2012 wurde die Band mit der Single Hold The Line zudem 3FMs Serious Talent. Internationale Bekanntheit erlangten Soul Sister Dance Revolution erstmals im August 2013 als Vorgruppe von Imagine Dragons, wo sie bei zwei Konzerten in Irland und einem in Nordirland auftreten durften. Des Weiteren ist ein Konzert in Deutschland beim Reeperbahn Festival geplant.

## Diskografie

### Alben
| Jahr | Titel           | Höchstplatzierung, Gesamtwochen, AuszeichnungChartsChartplatzierungen (Jahr, Titel, Platzierungen, Wochen, Auszeichnungen, Anmerkungen) | Anmerkungen |
| Jahr | Titel           | NL | Anmerkungen |
| ---- | --------------- | --- | ----------- |
| 2013 | Playground Kids | NL28 (3 Wo.)NL |             |

### Singles
- 2012: Hold The Line Playground Kids
- 2013: Hearts Playground Kids
- 2013: Playground Kids Playground Kids
- 2013: Soldiers of Love Playground Kids